# 邊界道路
邊界道路（英語：Border Road）又稱邊界巡邏通路是香港的一條道路，全路建於香港邊境禁區之內，東起蓮麻坑路，西至米埔自然護理區大榔基，橫跨北區和元朗區。邊界道路大致上沿著深圳河的南岸而建。但其中的羅湖至落馬洲段則遠離深圳河，兩者之間相隔了蠔殼圍和大沙落等魚塘。
2008年政府發表的「邊境禁區土地規劃研究諮詢文件」指出，邊界道路可被發展成單車徑。屆時遊人可穿梭落馬洲及羅湖馬草壟之間，沿途有鄉村、魚塘和濕地。 有單車手表示，邊界道路較平坦、斜路少，容易完成。平時徒步去不到的古蹟景點，將來可以踏單車前往。

## 相關道路
- 蓮麻坑路